# Phyllomedusa camba
Phyllomedusa camba là một loài ếch thuộc họ Nhái bén.
Loài này có ở Bolivia, Brasil, và Peru.
Môi trường sống tự nhiên của chúng là rừng ẩm vùng đất thấp nhiệt đới hoặc cận nhiệt đới, đầm nước ngọt có nước theo mùa, vườn nông thôn, và rừng thoái hóa nghiêm trọng.